# عمر الصوراني
عمر الصوراني (1885-1928) سياسي فلسطيني، ولد في قرية صوران وهي قرية في قضاء حماة، درس في بيروت واسطنبول وعمل على إدارة أملاك والده، ورحل مع عائلته إلى قطاع غزة في أواخر القرن السادس عشر وتوطن فيها وعملوا في الزراعة والتجارة. تزوج من ابنة عمه زلخية ورزق منها جمال الذي كان عضواً في اللجنة التنفيذية لمنظمة التحرير الفلسطينية لعدة سنوات، ورئيساً للاتحاد العام للحقوقيين الفلسطينيين.
شغل منصب رئيساً لبلدية غزة في بداية عام 1928 حيث كان نائب رئيس البلدية في أوائل عهد الإنتداب البريطاني في 31 مايو 1924. وتوفي لاحقاً في أكتوبر من نفس العام.